# Mariazeller Bürgeralpe
Mariazeller Bürgeralpe est une petite station de ski, située à Mariazell dans le nord-est du Land de Styrie en Autriche.
Le domaine skiable est tracé artificiellement directement dans la forêt qui recouvre entièrement le sommet de la Bürgeralpe (1 267 mètres d'altitude). Le domaine est accessible directement depuis le centre-ville par un téléphérique certes rénové en 2000, mais dont la capacité d'accueil maximum est de seulement 24 personnes. Son faible débit peut par conséquent entraîner des attentes aux heures de pointe. Deux autres télésièges 4 places de construction moderne, dont un débrayable, desservent la totalité du domaine. 
La dénivelé maximum est de près de 400 mètres, avec des pistes de tous niveaux de difficulté. Il est à signaler qu'une part importante des pistes de difficulté bleue est en fait constituée de routes enneigées, par conséquent particulièrement étroites.
Mariazeller Bürgeralpe est membre des regroupements de stations de ski Steiermark Joker, Skiregion Ostalpen et Romantik Skiregion.

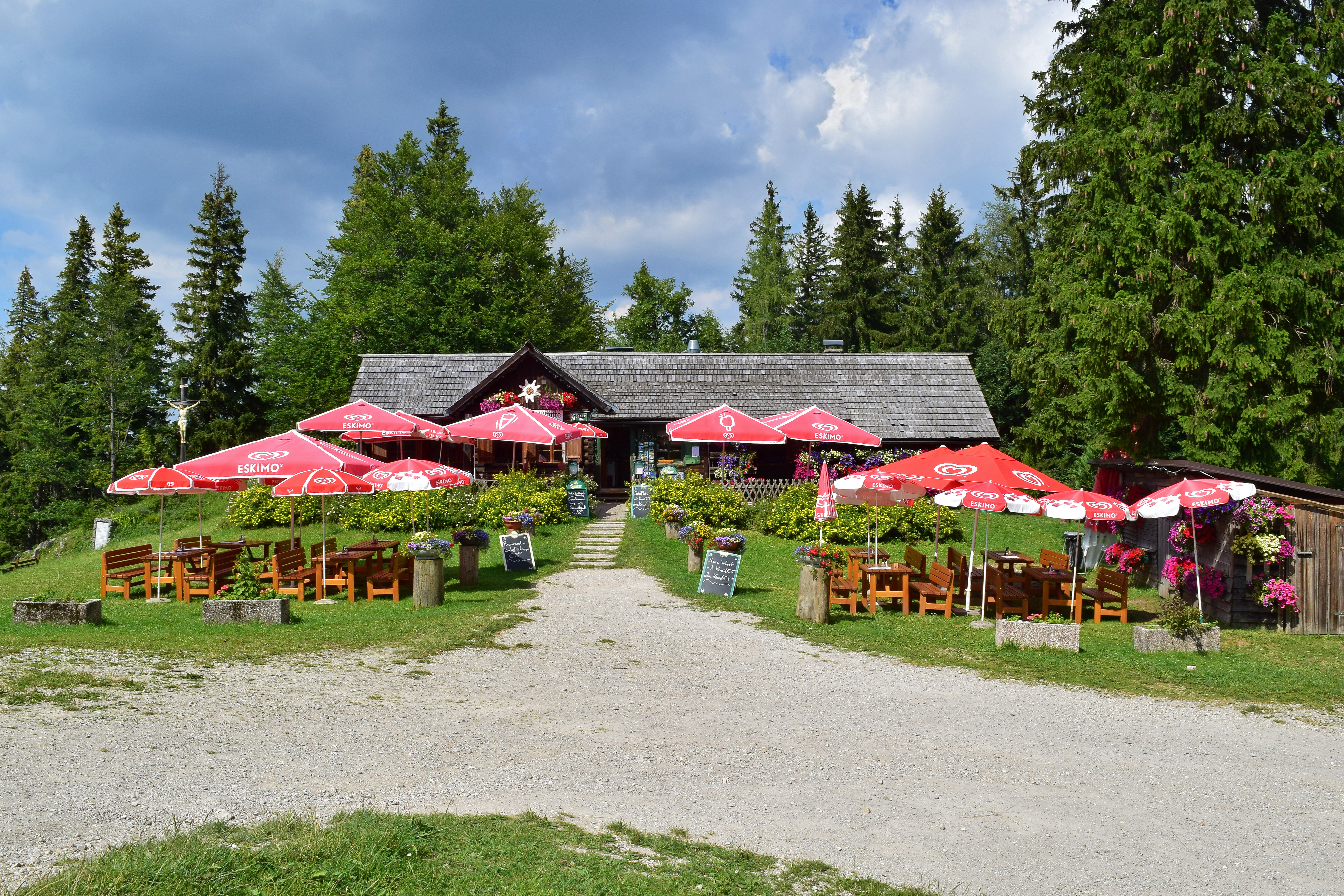
Edelweißhütte au sommet
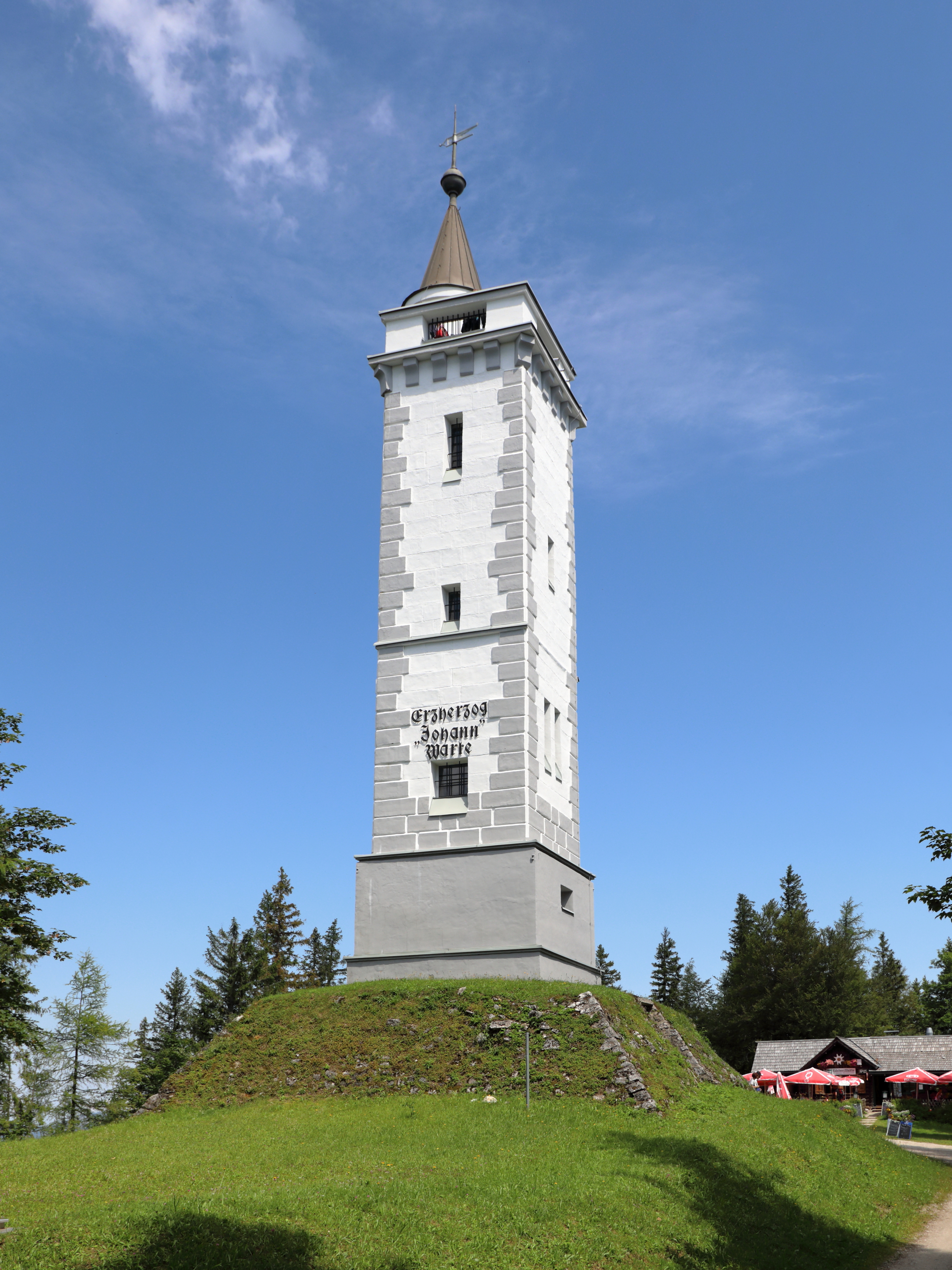
Erzherzog Johann Warte au sommet
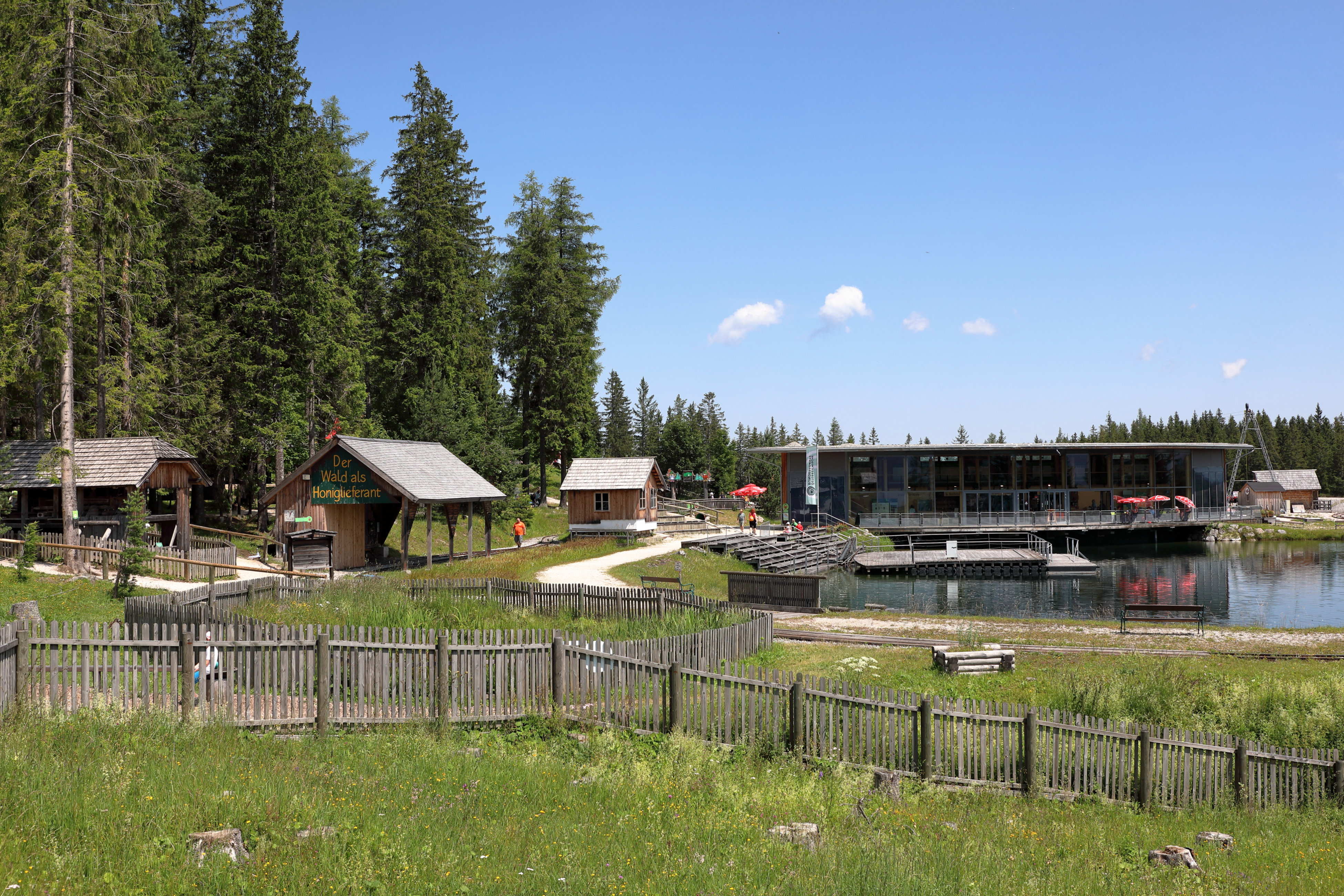
Parc aventure au sommet